# Fotosatz
Der Begriff Fotosatz oder Lichtsatz wurde für ein Verfahren zur Satzherstellung verwendet, bei dem durch Belichtung der Schriftzeichen mittels eines optischen (und später optoelektronischen) Verfahrens mit sichtbarem Licht das zu setzende Zeichen auf einen Trägerfilm übertragen wurde. Die dazu verwendeten Anlagen werden als Lichtsatzgeräte oder Fotosatzgeräte bezeichnet.
Das Licht fiel dabei durch eine Schablone mit einem negativen Schriftzeichen durch ein optisches System auf einen Film oder auf Fotopapier. Das Fotosatzverfahren wird auch „kalter“ oder „schwereloser“ Satz genannt, da keine Schriftzeilen gegossen wurden wie z. B. bei der Linotype und weniger mechanische Einschränkungen bestehen als im Bleisatz. Man konnte z. B. Zeichen ineinander setzen oder Schrift verzerren. Das Belichten durch eine Schablone geschah fotomechanisch. Fotoelektronische Varianten hießen Lichtsatz und Lasersatz, bei welchen keine Schablone das Zeichen erzeugt, sondern eine Kathodenstrahlröhre (beim CRT-Satz, von Cathode Ray Tube) oder ein Laserstrahl (beim Lasersatz mit Laserbelichter) das Schriftzeichen auf das Fotomaterial übertrug.
Im Fotosatz wurden Reproduktionsvorlagen erzeugt, die z. B. nach der Montage für den Druck im Offsetdruck- bzw. Tiefdruck verwendet werden konnten.

## Geschichte

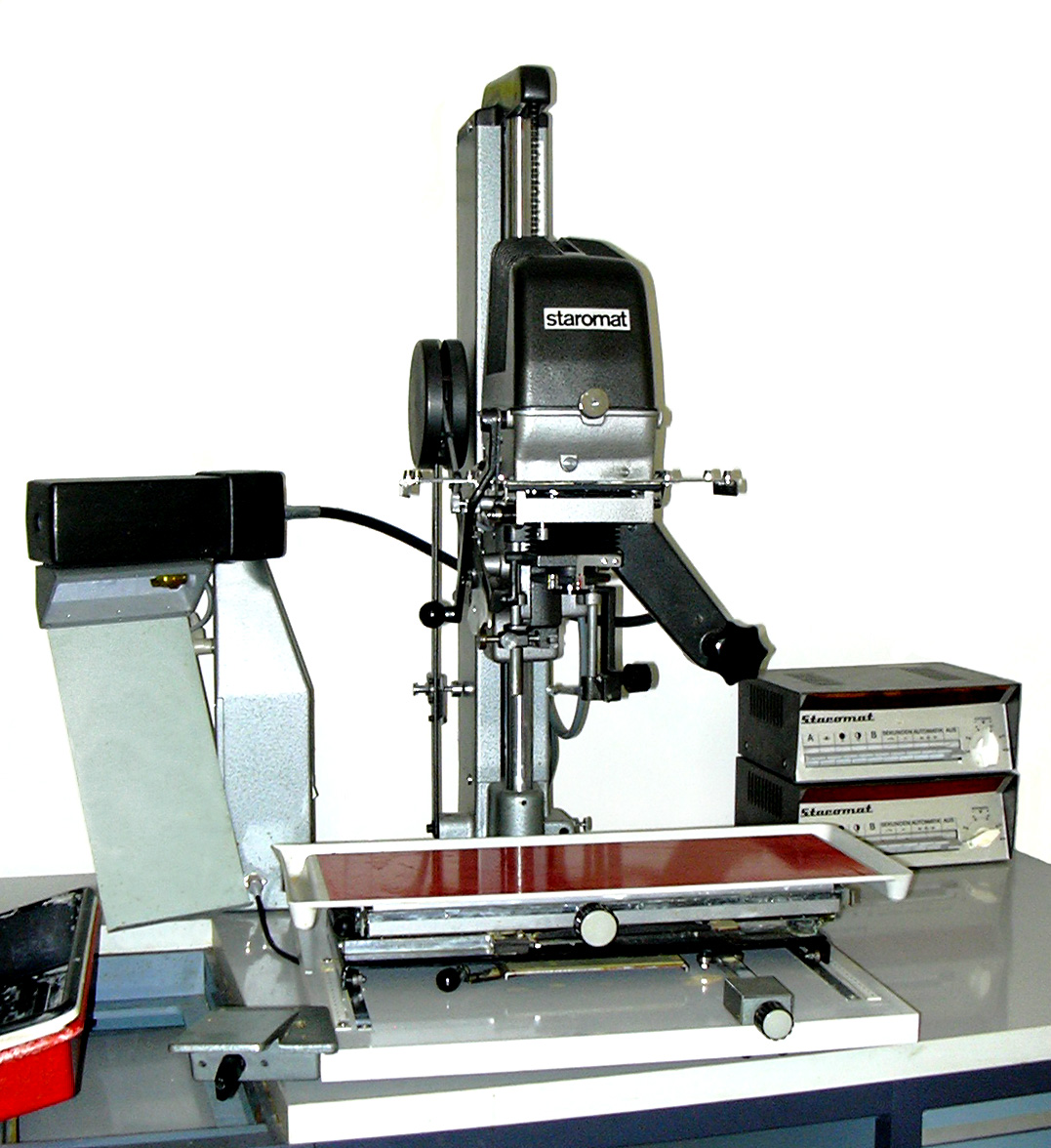
Titelfotosatzgerät „staromat“ – fotografiert in der Lehrdruckerei des Instituts für Buchwissenschaft, Johannes-Gutenberg-Universität Mainz

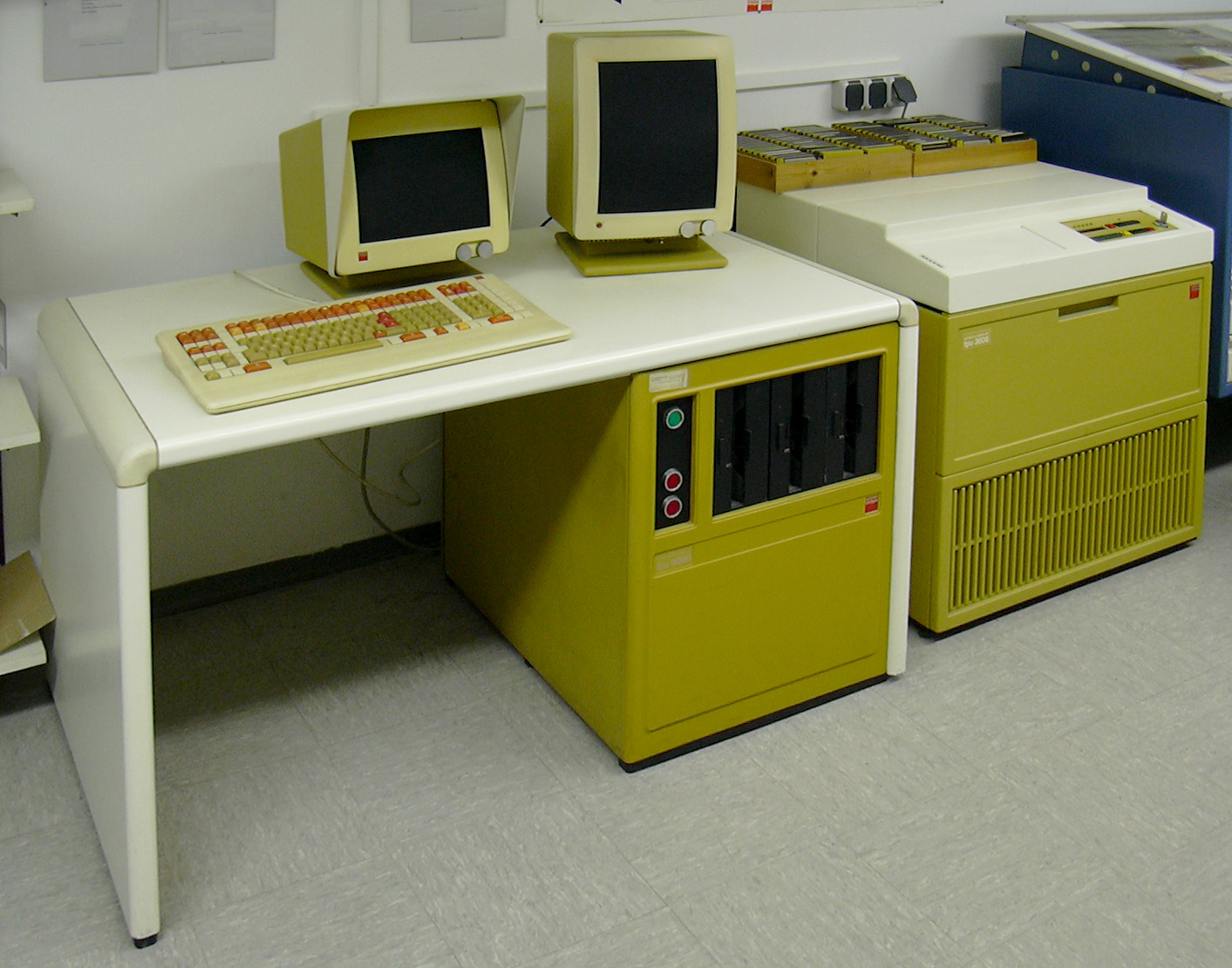
Ein Verbundsystem für den Fotosatz. Links vorn das Terminal tps 6300 zur Texterfassung und Datenverwaltung. Darauf der Arbeitsbildschirm und der zweite Gestaltungsbildschirm mit Seitendarstellung. Rechts die Belichtungseinheit tpu 3608. Fotografiert in der Lehrdruckerei des Instituts für Buchwissenschaft, Johannes-Gutenberg-Universität Mainz.

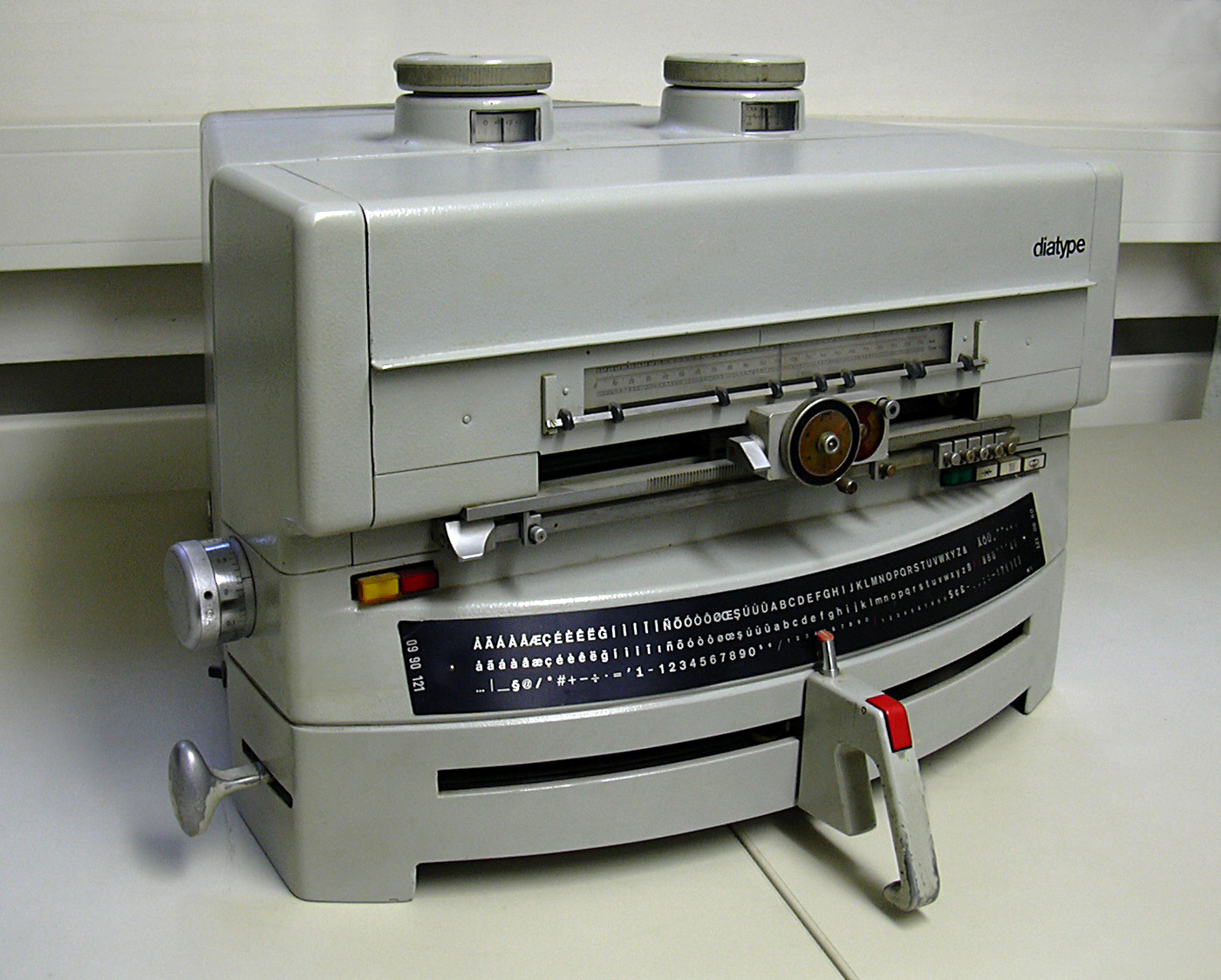
Diatype Handfotosetzmaschine im Einzelbuchstabenverfahren

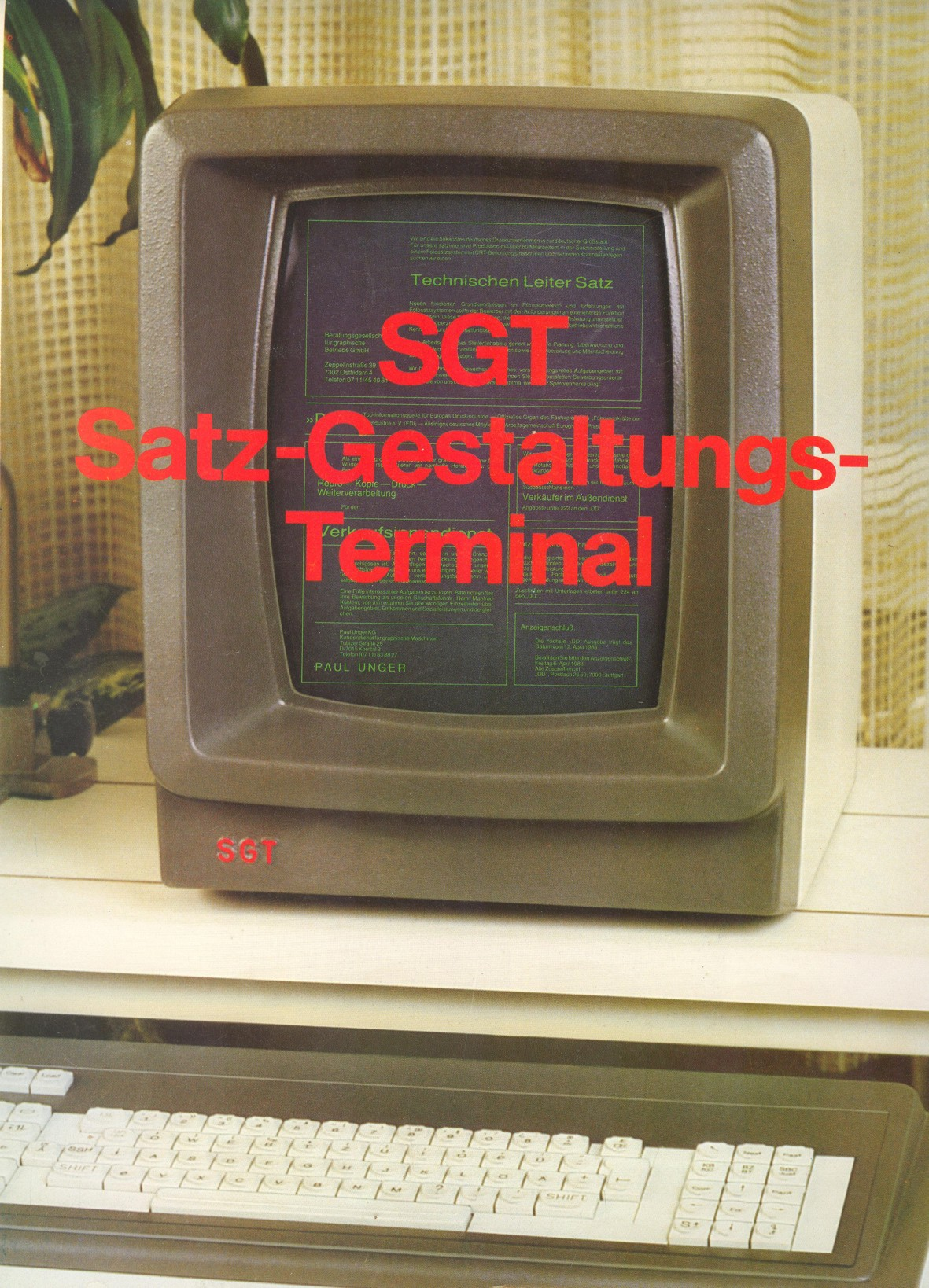
Satz-Gestaltungs-Terminal

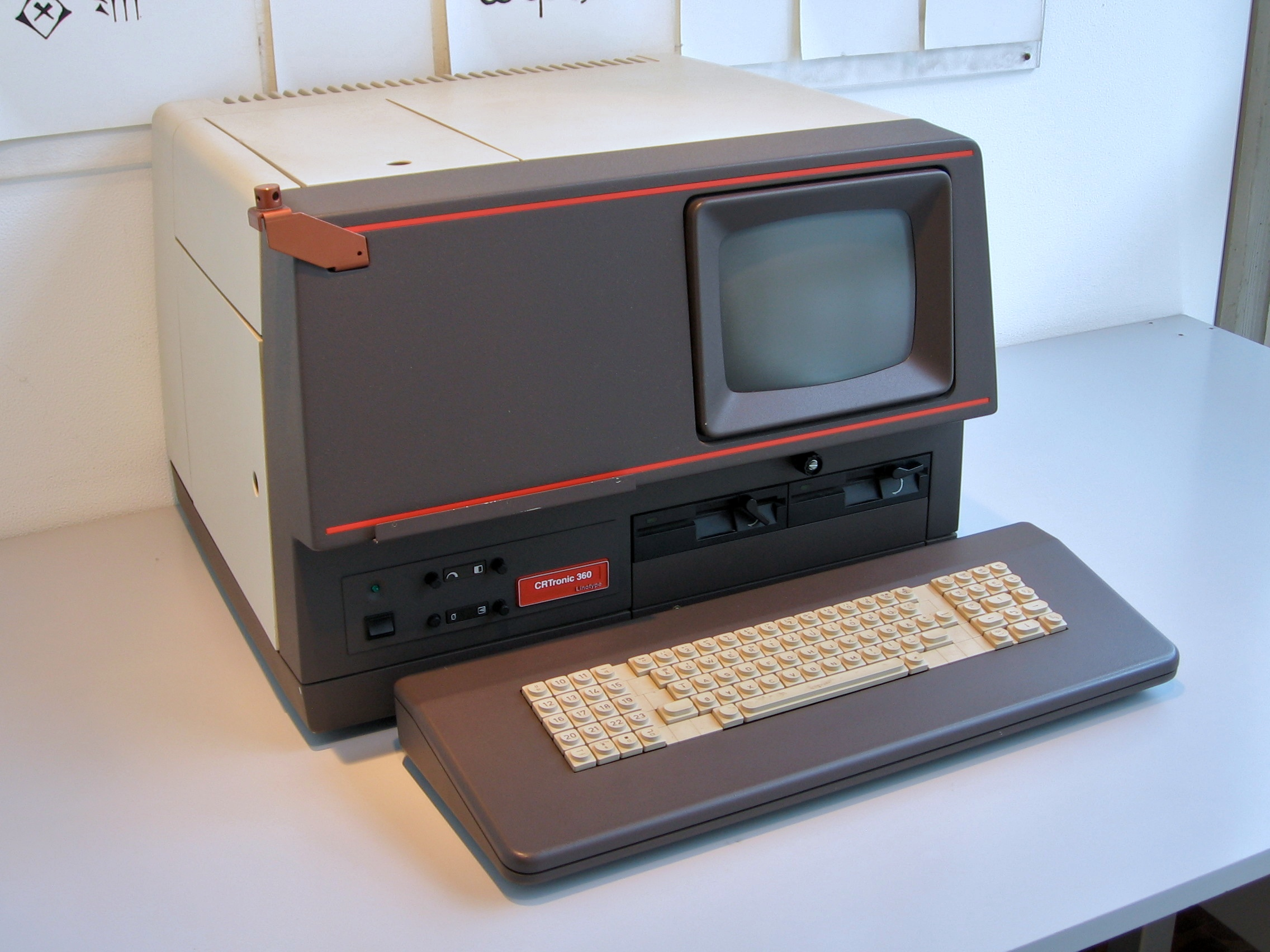
Kompakt-Erfassungs- und Belichtungsgerät CRTronic 360 von Linotype. Die Belichtung erfolgte hier im Gerät über eine Kathodenstrahlröhre

Bereits im Jahr 1893 erhielt als einer der ersten Arthur Ferguson ein Patent auf ein fotografisch arbeitendes Schriftsetzsystem. Die weitere Entwicklung seines Systems ist jedoch unbekannt. In den folgenden Jahren wurden zahlreiche weitere Patente erteilt, jedoch fast immer ohne ein marktreifes Ergebnis.
Die erste Generation von Fotosetzmaschinen, die in den 1950er Jahren tatsächlich auf den Markt kamen, wurde aus den bestehenden Bleisatzmodellen entwickelt. Beispiele sind der Intertype-Fotosetter und die Monophoto. Sie basierten technisch auf ihren Verwandten Intertype-Setzmaschine und Monotype-Setzmaschine und behielten deren Grundkonstruktion bei. Der Unterschied bestand darin, dass an Stelle von Gießeinrichtungen eine Belichtungskammer montiert war, in der die Matrizen mit Schriftnegativ nacheinander auf Film belichtet wurden. In Deutschland wurde das erste Fotosetzgerät, ein Hohlux-Gerät, im Jahr 1954 beim Falk-Verlag in Hamburg aufgestellt.
Maschinen der zweiten Generation waren völlig eigenständig neu entwickelt, arbeiteten jedoch nach dem gleichen optischen Prinzip. Im Jahr 1960 präsentierte der Messinglinien- und Schriftenhersteller Berthold aus Berlin das beidhändig zu bedienende Diatype-Gerät für den Akzidenzsatz. Hier wurden die Buchstaben von einer Schriftscheibe aus Glas optisch mittels Durchleuchtung auf fotografisches Material mit sehr harter Gradation (Strichfilm) übertragen. Für die verschiedenen Schriftarten gab es jeweils eine eigene Schriftscheibe, die Schriftgrößen und die Laufweiten sowie Spationierung (Unterschneidungen oder Sperrungen) konnten eingestellt werden. Gesetzt wurden vor allem kürzere Texte und Überschriften, die dann in der nachgeschalteten Montage bei der Kartenherstellung oder – oft kombiniert mit Bleisatzfahnen – zur Ganzseite zusammengestellt wurden. Geräte für den Mengensatz kamen ab 1962 mit der Linofilm oder der Photon (ehemals Lumitype) auf den Markt. Speziell mit der Linofilm-Fotosatzanlage der einstigen Firma Linotype GmbH gelang der Sprung in eine bisher unbekannte Leistungsebene.
In der Folge wurden die Geräte mechanisch weiterentwickelt und vor allem mit frühen elektronischen Bauteilen ergänzt, die bald eine deutliche Geschwindigkeitssteigerung ergaben. Bekannt sind hier die Linotron- und Linotronic-Maschinen des Eschborner Herstellers Linotype sowie etwa die ADS (Akzidenz Dialog System) von Berthold. Außerdem gab es auch Hersteller wie Addressograph-Multigraph, Bobst, Dr. Böger (Scangraphic), CG (Compugraphic), Güttinger, Harris, Monotype oder Stempel.
Ab 1967 waren Maschinen der dritten Generation zu bekommen. Bei den elektronischen Geräten wurden die Zeichen jetzt nicht mehr mit negativen Schriftschablonen auf den Film übertragen. Im jetzt verwendeten Lichtsatz oder Lasersatz waren die Zeichen digital in der Maschine gespeichert und wurden von einer Kathodenstrahlröhre oder einem Laser auf den Film belichtet. Das Fotoprinzip wurde auf leistungsstärkere, digital arbeitende EDV-Systeme übertragen und vor allem die Belichtung, also die Erzeugung der Druckvorlage, von der Texterfassung abgekoppelt. Eine bedeutende Arbeitserleichterung war auch die damit mögliche Generierung von Blocksatz in einer (beliebig langen) Satzfahne. Sowohl Umbruch als Spationierung auf eine volle Zeilenlänge und die Worttrennung konnten von nun an automatisiert mit der Software der Geräte durchgeführt werden. Die damit erzeugte Satzqualität wird auch von den heute üblichen Desktop-Publishing-Systemen (DTP) nicht übertroffen. Von Bedeutung sind hier die Linotronic 300 von Linotype, der Belichter, der dem DTP auf der Basis der Seitenbeschreibungssprache PostScript erst den Weg öffnete, als auch die immer noch auf Schriftscheiben basierenden mechanischen Präzisionsbelichter von Berthold (z. B. apu).
Zum Ende der Fotosatzära (Ende der 1980er Jahre) liefen Systeme zum Beispiel auf der Basis damals aktueller Sun-Workstations, die PostScript-Output liefern konnten. Hier finden sich auch die ersten Ansätze von (Computer-)Grafik sowie EBV (elektronischer Bildverarbeitung). Die grundsätzlich offene Architektur und die – wenn zunächst auch nur rudimentäre – Text-Bild-Integration ebneten den Weg für das Desktop Publishing.
Die Digitalisierung von Schriften, also das Zerlegen eines Einzelbuchstabens in einzeln ansteuerbare Pixel, geschah bereits im elektronischen Fotosatz. Genauer gesagt sprach man dann vom Lichtsatz oder Lasersatz. Die erste digital arbeitende Maschine stammte von dem Ingenieur Rudolf Hell aus Kiel, dessen Firma HELL die Digiset entwickelte. Zum Ende wurden die Kurvenformen der Buchstaben bereits mittels Vektoren beschrieben, die erst durch die Bézierkurven in PostScript endgültig verdrängt wurden. Industrieweit ist der Fotosatz heute vom DTP abgelöst worden.
Die etwa 30.000 Setzer, die in den 1960er Jahren in Deutschland beschäftigt waren, wurden großenteils arbeitslos oder mussten ihren Beruf wechseln.

## Arten von Fotosatzmaschinen
Nachdem die erste Generation der umkonstruierten Bleisetzmaschinen abgelöst worden war, gab es verschiedene Gerätearten von neu entwickelten Fotosetzmaschinen. Dabei spezialisierten sich diese jeweils für ihr Anwendungsgebiet.
Die so genannten Titelsetzgeräte setzte man ein, wenn große Schriftgrößen für Überschriften oder Plakate benötigt wurden. Auch im Akzidenzsatz wurden diese Geräte eingesetzt. Mit speziellem Zubehör stellte man damit Rundsatz her oder konnte die Schrift verzerren. Die Titelsetzgeräte funktionierten alle nach dem optomechanischen Prinzip. Die Strahlen einer Lichtquelle fielen zunächst durch den Schriftbildträger. Die negativen Schriftzeichen konnten auf einer Schriftscheibe, einer Typenplatte oder einem Kunststoff-Filmstreifen sein. Mit Hilfe eines optischen Linsensystems konnte dann die Größe des Zeichens eingestellt werden, bevor es auf Film oder Fotopapier belichtet wurde. Die meisten Systeme ermöglichten eine Sichtkontrolle des Satzes. Entweder zeigte eine Leuchtfolie die zuletzt gesetzten Zeichen an oder sie erschienen sofort schwarz sichtbar auf einem voraktivierten Film. Den richtigen Zeichenabstand stellte man manuell mit Hilfe von Dicktenstrichen ein, die man für den optimalen Abstand passend aneinanderreihen musste, selten gab es dafür eine Automatik. Die meisten Systeme mussten in einer Dunkelkammer betrieben werden, da das Fotomaterial offen unter dem Gerät lag. Einige wenige Geräte konnten jedoch bei Tageslicht betrieben werden, bei ihnen befand sich der Film in einer speziellen Kassette (z. B. bei der Typomatic von Stempel). Andere Titelsatzgeräte für den Betrieb in der Dunkelkammer hießen z. B. Letterphot von Diversum Letterphot, Ministar und Staromat von Berthold.
Die Fotosetzmaschinen, die man hauptsächlich für den Satz von Mengentext einsetzte, wurden als Kompaktsysteme oder Verbundsysteme bezeichnet. Bei den Kompaktsystemen waren alle Bearbeitungselemente von der Eingabe des Textes bis zur Belichtung in einem Gehäuse zusammengefasst. Zentraler Bestandteil war ein integrierter Mikrocomputer zur Steuerung der Anlage (Rechnen, Speichern, Belichtungsvorgang). Auf dem Steuercomputer lief auch die Software, die etwa Silbentrenn- und Ästhetikprogramme (Ausschließen, Unterschneiden) umfasste, Schriftauszeichnungen oder Schriftmischungen einstellte. Der Benutzer hatte eine Tastatur zur Texterfassung und Befehlssteuerung der Maschine. Ein Sichtfenster oder ein Bildschirm zeigten den getasteten Text, in einer davon abgesetzten Zeile wurden Formatierungen und Steuerbefehle angezeigt.
Auf einem zweiten, separaten Gestaltungsbildschirm konnte der Zeilenfall, kursive oder fette Schrift und Linien dargestellt werden, eine echte Darstellung der tatsächlich verwendeten Schrift (WYSIWYG) gab es jedoch nicht. Dies beherrschten nur wenige Verbundsysteme. Auf einem integrierten Laufwerk konnte man Texte auf Diskette oder Magnetband speichern. Beispiele für Kompaktsysteme sind: Cps von Berthold, Linotronic oder die CRTronic von Linotype.
Eine besondere Entwicklung im Zusammenhang mit Linotype Fotosetzmaschinen stellte der Satz-Gestaltungs-Terminal (SGT) dar. Er war eine Entwicklung der österreichischen Firma Grafotron unter ihrem Chefentwickler Hannes Schöllauf. Mit Hilfe des SGT konnte man direkt auf einem grafischen Bildschirm Seiten erstellen. Diese Seiten wurden dann vom Rechner des SGT in Satzkommandos einer Linotype CRTronic- oder Linotronic-Fotosetzmaschine umgewandelt und entweder online oder über Datenträger an die Linotronic oder CRTronic zur Belichtung übertragen. Das Gerät stellte einen enormen Fortschritt dar, da die mühsame und aufwendige Kodierungsarbeit eingespart werden konnte. Der SGT wurde ab 1983 von der Firma Grafotron in ganz Europa verkauft und Ende der 1980er Jahre auch von der Firma Linotype in Lizenz erzeugt und vertrieben.
Bei den Verbundsystemen gab es ebenfalls eine zentrale Recheneinheit. Sie konnte mit mehreren Eingabeterminals, Lochstreifenlesern, einer OCR-Erfassung oder Apparaten zur Datenfernübertragung (DFÜ) erweitert werden, über die Texte eingespeist werden konnten. Die Daten konnten dann entweder für die angeschlossene Belichtungsstation aufbereitet oder an ein externes Speicherlaufwerk ausgegeben werden. Die einzelnen Teile des Verbundsystems ließen sich untereinander verbinden, materielle Datenträger waren für den Informationsaustausch dann nicht notwendig. Man sprach dabei von einem „Online-System“. Die Belichter eines Verbundsystems arbeiteten meist mit Kathodenstrahl- oder Lasertechnik.
Beispiele für Verbundsysteme sind: Digiset von Hell, Tps von Berthold oder Monophoto Lasercomp von Monotype.

## Weiterverarbeitung des Satzproduktes
In Fotosatztechnik hergestellter Satz liegt auf Filmmaterial oder Fotopapier vor. Für die Herstellung einer druckfähigen Vorlage muss er weiterverarbeitet werden. Die einzelnen Schritte sind:
- Korrekturen: der auf Film oder Papier belichtete Text war nicht mehr veränderbar, bei Änderungen musste deshalb z. B. eine Zeile herausgeschnitten und eine neue eingeklebt werden,
- Montage oder Ganzseitenmontage: einzelne Textteile wurden zur layoutgerechten Ganzseite zusammengestellt,
- Das Umkopieren zu sog. seitenglatten Filmen, wobei Schnittkanten abgedeckt wurden,
- Bogenmontage, bzw. Nutzenmontage mit Einfügen von Bildern.

Bei der Weiterverarbeitung wurden verschiedene Schneidewerkzeuge und Montagekleber eingesetzt, um etwa Korrekturen einzufügen. Die Arbeit fand über einer Millimeterfolie auf Montagefolien statt. Arbeitsplatz war ein sogenannter Leuchttisch, der die Arbeitsfläche von unten durchleuchtet. Das Berufsbild dieser Zeit nannte sich offiziell Druckformenhersteller, man sprach aber auch vom Fotosatz-/Offsetmontierer.